# Caves, Aude

Caves este o comună în departamentul Aude din sudul Franței. În 1 ianuarie 2022 avea o populație de 879 de locuitori.